# 99 Spirits
99 Spirits (Nhật: 九十九神 Hepburn: Tsukumogami) là một game nhập vai giải đố được hãng TORaIKI đồng phát triển và phát hành tại Nhật Bản vào tháng 7 năm 2012 cho Microsoft Windows. Trò chơi được Fruitbat Factory bản địa hóa và phát hành bằng tiếng Anh vào ngày 31 tháng 5 năm 2013 sau một chiến dịch gọi vốn cộng đồng thành công. Hai phần nội dung tải về, gồm các câu chuyện phụ được thể hiện dưới dạng visual novel, cũng được phát hành vào năm 2014 và 2015.
Câu chuyện diễn ra ở Nhật Bản thời trung đại, và tập trung vào Hanabusa, một cô gái tìm cách trả thù cho cái chết của mẹ mình bằng cách chiến đấu với những linh hồn xấu xa. Bằng cách sử dụng những viên đá quý được gắn vào trong thanh kiếm của mình, cô có thể tìm thấy manh mối về danh tính của các linh hồn; Người chơi cần nhận dạng chính xác các linh hồn để có thể làm hại chúng. Bằng cách có được nhiều đá quý hơn, người chơi được phép tiếp cận nhiều khả năng hơn; một viên ngọc như vậy cho phép người chơi bắt hồn và sử dụng khả năng của chúng trong trận chiến và khi giải câu đố.
Sự đón nhận của trò chơi rất đa dạng, từ tiêu cực đến rất tích cực, với các nhà phê bình thường đánh giá cao phần hình ảnh, âm thanh, cách thể hiện và lối chơi sáng tạo, trong khi chỉ trích phần cốt truyện, thiết kế màn chơi và sự lặp đi lặp lại.

## Lối chơi

Một trận chiến chống lại một linh hồn đối phương. Người chơi sử dụng thanh kiếm của mình để có được manh mối về danh tính của kẻ thù, chẳng hạn như các chữ cái từ tên gọi của họ.

99 Spirits thuộc thể loại nhập vai giải đố theo lượt, trong đó người chơi chiến đấu với các linh hồn xấu xa được gọi là Tsukumogami. Để làm tổn thương linh hồn thù địch, trước tiên người chơi phải tìm ra danh tính của kẻ thù. Để làm điều này, người chơi cần phải nạp những viên ngọc được gắn trong thanh kiếm của nhân vật, bằng cách tấn công và phòng thủ; một khi viên ngọc đầu tiên trong thanh kiếm được lấp đầy, người chơi có quyền tiếp cận manh mối về danh tính của kẻ thù, dưới dạng các từ hoặc chữ cái có liên quan đến tên gọi của nó. Chẳng hạn, manh mối về danh tính của một linh hồn katana có thể là "KA", "kiếm", và "NA". Khi viên ngọc thứ hai được lấp đầy, người chơi có thể nhập tên mà mình nghĩ là tên của kẻ thù; nếu xác định chính xác linh hồn, người chơi có thể giao chiến với nó, trong khi nếu đoán không chính xác, nhân vật người chơi sẽ bị tổn hại và các viên đá quý cần phải được nạp lại.
Trong suốt quá trình chơi, người chơi có quyền tiếp cận các loại ngọc mới, giúp người chơi có nhiều khả năng hơn. Trong số các viên ngọc có một viên cho người chơi khả năng bắt linh hồn thay vì chiến đấu với chúng; một khi người chơi đã đoạt lấy linh hồn, họ có thể sử dụng khả năng của nó trong chiến đấu. Ngoài việc có được viên ngọc mới, người chơi có thể làm cho viên ngọc có được trước đó mạnh hơn; chẳng hạn, phiên bản được hỗ trợ của viên ngọc đầu tiên có thể giúp người chơi tiếp cận nhiều manh mối hơn về danh tính của kẻ thù.
Bên ngoài các trận đánh, người chơi dễ dàng chu du qua một bản đồ thế giới dạng ô vuông, mà họ có thể giải các câu đố bằng cách sử dụng khả năng của các linh hồn bị bắt. Ngoài ra, người chơi có thể giao chiến với các linh hồn và tìm thấy các vật phẩm trong bản đồ thế giới. Trong số các vật phẩm khác nhau, có một số vật phẩm bổ sung cho cột máu của nhân vật người chính, một số thứ giúp thỏa mãn cơn đói của họ và một số được sử dụng để sửa kiếm của nhân vật chính.

## Cốt truyện
Người chơi điều khiển một cô gái tên là Hanabusa (英), sinh sống tại kinh thành Heian-kyō nước Nhật thời trung đại. Mẹ cô bị giết bởi linh hồn ma quỷ, vì vậy cô tìm cách trả thù; trên đường đi, cô nhận một thanh kiếm được truyền lại từ mẹ mình, cho phép cô nhìn thấy hình dạng thực sự của các linh hồn. Sau khi một linh hồn tự xưng là cha cô phá hủy thanh kiếm, cô phải sửa chữa nó và tìm hiểu sự thật về cha mình.

## Phát triển và phát hành
Trò chơi được phát triển bởi nhà phát triển độc lập Nhật Bản TORaIKI, và ban đầu được phát hành kỹ thuật số bằng tiếng Nhật vào tháng 7 năm 2012, với bản phát hành vật lý vào tháng 8 năm 2012 tại Comiket 82. Sau đó, nó đã được Fruitbat Factory phát hành bằng tiếng Anh vào ngày 31 tháng 5 năm 2013 sau một chiến dịch Indiegogo.
Sau khi phát hành bản game gốc, nhà sản xuất có tung thêm hai phần nội dung tải về, bao gồm các câu chuyện phụ được thể hiện dưới dạng visual novel. phần đầu tiên, Cage of the Night, được phát hành vào ngày 4 tháng 7 năm 2014, và phần thứ hai, Weeping Demon's Bell, vào ngày 23 tháng 2 năm 2015.

## Đón nhận
99 Spirits đã nhận được đánh giá trong một phạm vi rộng, từ tiêu cực đến rất tích cực. Trang web RPGFan đã cho số điểm 74%, trong khi tạp chí CD-Action của Ba Lan cho 40/100 điểm, và trang web TechnologyTell đã xếp hạng A-, và trang web USgamer đã trích dẫn nó là một ví dụ về sự sáng tạo trong thể loại nhập vai của Nhật Bản.
Cả RPGFan và TechnologyTell đều tích cực với cơ chế chiến đấu của trò chơi, gọi các trận chiến là độc nhất và sáng tạo: RPGFan gọi game khá là thú vị, nhưng cuối cùng lặp đi lặp lại, và đặt câu hỏi liệu lối chơi có "nhấp chuột" với người chơi hay không; và TechnologyTell nói rằng có thể rất tẻ nhạt khi lấp đầy thanh ngọc quý. CD-Action tỏ ra tiêu cực về lối chơi, và gọi đó là những trận chiến hời hợt và mini-game nguyên thủy. RPGFan chỉ trích bản đồ thế giới là đơn giản và tầm thường, và có thiết kế màn chơi thường lặp đi lặp lại. Ngoài ra, họ cảm thấy rằng thanh biểu hiện trạng thái đói là một bổ sung không cần thiết và bắt buộc, đặc biệt là xem xét kích cỡ kho đồ của trò chơi giới hạn số lượng thực phẩm mà nhân vật chính có thể mang theo bên mình.
Phần thể hiện của trò chơi chủ yếu được đón nhận một cách tích cực. RPGFan gọi hình ảnh "[không] đặc biệt, nhưng [...] chắc chắn và sự thú vị mang tính thẩm mỹ", nói rằng phong cách vẽ tay rất phù hợp với cảm giác và bối cảnh của trò chơi. Họ cũng đánh giá cao chân dung nhân vật được thể hiện trong cuộc đối thoại, nói rằng họ giúp phát triển tính cách của nhân vật. Tuy nhiên, họ đã cảm thấy rằng hướng nghệ thuật là đáng thất vọng, trích dẫn thế giới trần trụi và thiếu hình ảnh động cho các linh hồn và nhân vật làm ví dụ. TechnologyTell nói rằng phần ấn tượng nhất của giao diện là hình vẽ nhân vật; họ nói rằng các thiết kế này làm gợi nhớ đến anime và họ rất háo hức muốn xem mỗi linh hồn trông như thế nào. Cả RPGFan và TechnologyTell đều đánh giá cao âm thanh của trò chơi. TechnologyTell gọi âm nhạc là "nhiều hơn một số thức ăn tổng hợp của JRPG" và đáng nghe cả trong và ngoài game, và thấy cả phần lồng tiếng Anh và tiếng Nhật đều được thực hiện tốt; điều này làm họ ngạc nhiên, vì họ không ngờ rằng là từ một indie game. RPGFan nói rằng âm nhạc phù hợp với game một cách hoàn hảo, với những giai điệu phương Đông huyền bí thu hút người chơi vào trong game và tạo bối cảnh, và âm nhạc cường độ cao, dồn dập trong các trận chiến làm tăng thêm căng thẳng, nhưng mong muốn có sự đa dạng hơn trong nhạc nền. Họ thích phần lồng tiếng, nói rằng tiếng khóc của Hanabusa trong trận chiến hoàn toàn phù hợp. Sự đón nhận cho câu chuyện của game thì trái chiều: TechnologyTell gọi đó là sáng tạo và nghĩ rằng sự tập trung vào văn hóa dân gian Tsukumogami diễn biến tốt đẹp; RPGFan nói rằng nó "cung cấp rất ít những gì chúng ta chưa từng thấy trước đây" và chỉ giữ được sự quan tâm nhỏ nhoi; và USgamer thì gọi phần mở đầu không mấy độc đáo.